# Мойсей (Микеланджело)
„Мойсей“ (на италиански: Il Mosè) е мраморна скулптура на старозаветния пророк, висока 235 см, създадена в периода 1513 – 1516 години, която е трябвало да заеме едно от централните места в предполагаемата гробница на папа Юлий II в катедралата Св. Петър във Ватикана.